# Piper dodsonii
Piper dodsonii är en pepparväxtart som beskrevs av Truman George Yuncker. Piper dodsonii ingår i släktet Piper och familjen pepparväxter. Inga underarter finns listade i Catalogue of Life.